# Купанг
Ку́панг (индон. Kupang) — город в Индонезии, на Западном Тиморе, административный центр провинции Восточная Нуса-Тенгара. Оживленные транспортные, торговые и административные связи с соседними островами. Население около 450 000 жителей. В 45 км от города — заповедник Таман Висата Камплонг с интересными пещерами и озёрами.
Важный порт и торговый пункт времён колониального владычества Португалии и Голландии. В городе до сих пор сохранились следы архитектуры европейских колонистов. В первой половине XX века город играл важную роль как место дозаправки самолётов, совершающих дальние рейсы между Европой и Австралией. Во время конфликта на Восточном Тиморе в городе находились базы индонезийских войск.
Один из городских парков назван в честь писателя Герсона Пойка (индон. Taman Budaya Gerson Poyk).